# Allium pallens
Allium pallens — вид квіткових рослин підродини цибулеві (Alliaceae).

## Опис
Має одну яйцеподібну бульбу. Стебла від 10 до 50 см заввишки, круглі в перетині. Листки довгі, вузькі, м'ясисті. Зонтик компактний. Квітки дзвонові білі або блідо-пурпурові з видними зеленими або пурпуровими жилками. 2n = 32.

## Поширення
Північна Африка: Алжир, Єгипет, Лівія, Марокко, Туніс. Західна Азія: Кіпр, Єгипет — Синай, Ізраїль, Сирія, Туреччина. Південна Європа: Болгарія, Словенія, Хорватія, Боснія і Герцоговина, Чорногорія, Сербія, Північна Македонія, Греція, Італія, Франція (зокрема й Корсика), Португалія, Гібралтар, Іспанія.
Населяє соснові ліси, чагарники, луки, береги річок, сухі схили, морські скелі, перелоги та оброблені поля, виноградники, узбіччя доріг.

## Галерея

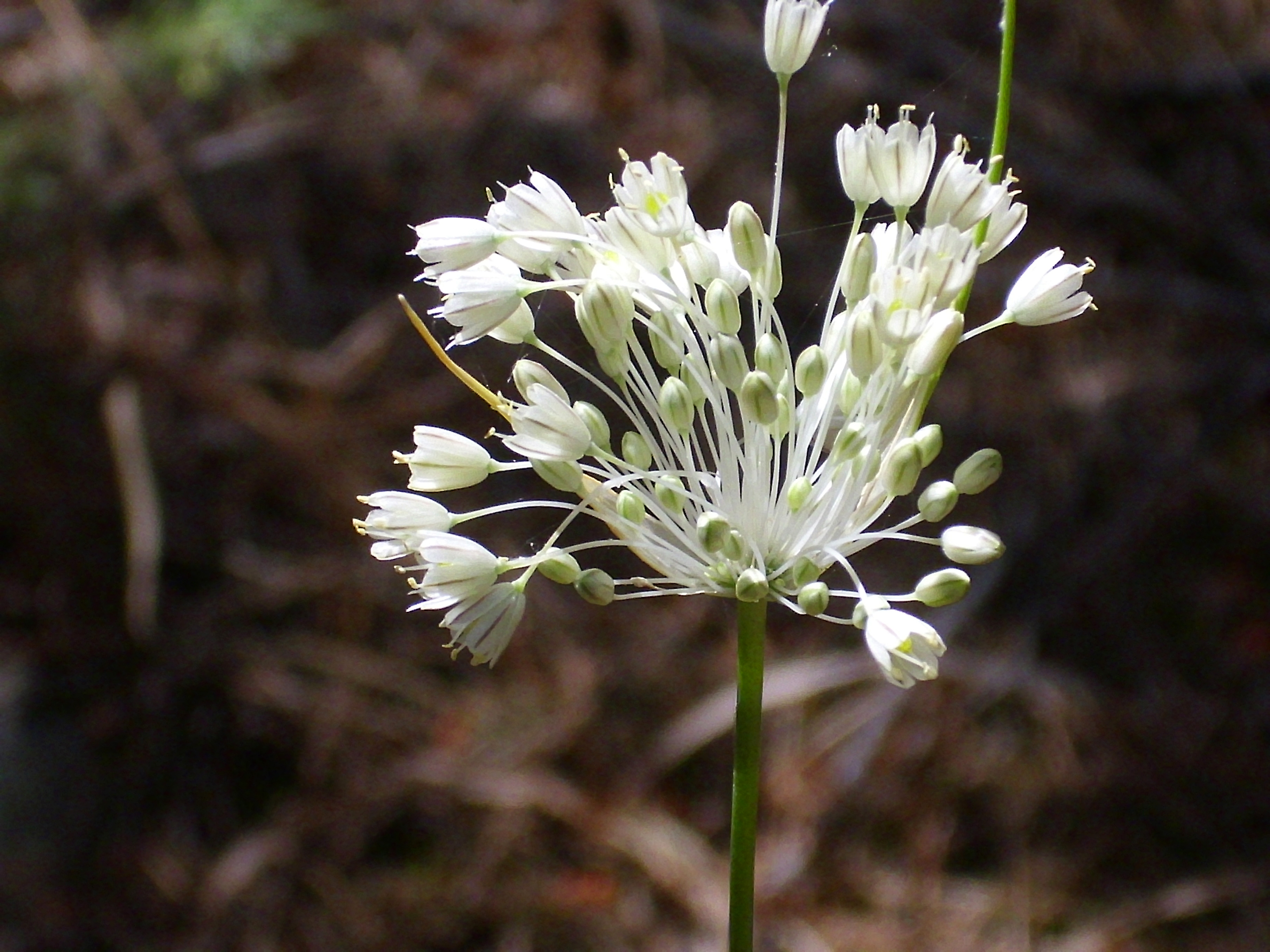
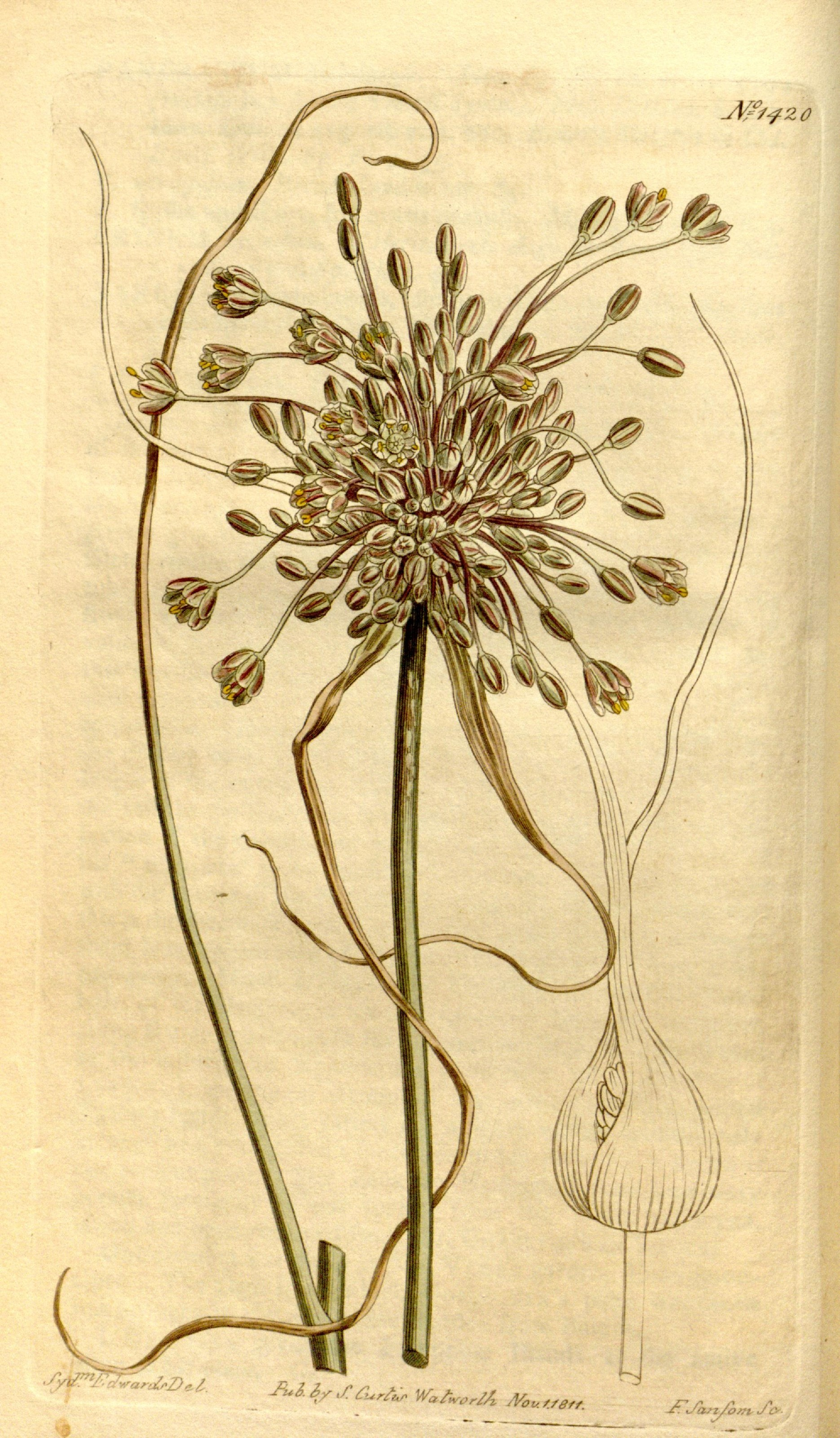

| Гібіскус | Це незавершена стаття про квіткові рослини. Ви можете допомогти проєкту, виправивши або дописавши її. |